# Allée couverte des Cartesières
L'allée couverte des Cartesières, appelée aussi allée couverte de Besnardière, est une allée couverte située à Buais-Les-Monts, dans la commune déléguée de Saint-Symphorien-des-Monts, dans le département de la Manche, en Normandie.

## Historique
L'allée couverte des Cartesières est découverte en 1870 par M. de Beauregard mais n'est mentionnée par Henri Moulin qu'à partir de 1877. En 1908, Léon Coutil visite le site et en dresse le plan.
Lors de la tempête de 1999, l'édifice est en partie endommagé par l'effondrement des arbres environnants.

## Description
L'édifice est une sépulture à entrée latérale. Il est composé de deux allées perpendiculaires : la première est orientée est-ouest et la seconde nord-sud. La première allée mesure 10,50 m de longueur et la seconde 8,90 m. En l'état, il n'est pas possible de savoir si les deux allées communiquaient.
La première allée comporte dix orthostates alignés côté sud (sept côté nord) et quatre autres dalles plus ou moins inclinées. Sa largeur varie entre 1,10 et 1,80 m. Quatre tables de couverture demeurent en place. La hauteur sous plafond oscille entre 0,70 et 1 m. La chambre comporte une entrée latérale matérialisée par deux dalles échancrées.
La seconde allée comporte deux dalles côté est et six côté ouest. Elle est fermée aux deux extrémités par deux autres dalles. Seules deux tables de couverture sont encore en place, une à chaque extrémité, une petite table au sud et une plus grande (1,30 m de large) côté nord.
Trois autres dalles reposent au sol au nord-est de la deuxième allée. Il s'agit probablement d'anciennes tables de couverture qui ont été déplacées à cet endroit par des carriers.
Toutes les dalles de l'édifice sont en granite et diorite d'origine locale.

## Vestiges archéologiques
M. de Beauregard fouilla le monument vers 1870 mais aucun compte-rendu n'a été publié. Selon M. de Rougé, ancien propriétaire du terrain et témoin de l'époque, « des grattoirs et autres instruments néolithiques, ainsi que des fragments de poterie » auraient été découverts à cette occasion. Quatre lames en silex et quatre bords de vase furent momentanément conservés dans les collections du Château de Saint-Symphorien-des-Monts.

## Protection
L'édifice a été classé au titre des monuments historiques en 1977, par le même décret que les polissoirs de Saint-Cyr-du-Bailleul et de Saint-James.